# ザ・ハウス・オブ・ザ・デッド III
『ザ・ハウス・オブ・ザ・デッド III』（ザ・ハウス・オブ・ザ・デッド スリー、The House of the Dead III）は、セガより2002年に発売された、アーケード用ガンシューティングゲーム。

## 概要
ザ・ハウス・オブ・ザ・デッドシリーズの三作目で、年代記では（一端）最後の作目に当たる。開発はセガAM1研が分社化したワウ エンターテイメント。新基板Chihiroの第一弾タイトルとして発売された。

## ストーリー
前作から3年後の2003年。世界各国でイレギュラーな事態が多発し、その後世界は崩壊。秩序が意味を成さなくなった荒れた地と化してしまう。
その後、人類抹殺が本格化した2006年（『ハウス・オブ・ザ・デッド 〜スカーレット・ドーン〜』参照）を経て、世界崩壊から13年後の2019年。世界が崩壊し、ゾンビに埋め尽くされた地と化しても、人類は生き続けていた。
同年10月、世界崩壊の謎の答えが廃墟と化したEFI研究所にあると突き止めた元AMS工作員・トーマス・ローガンは私設部隊と共にEFI研究所に向かうも、彼らとの連絡が突如途絶えてしまう。
10月末日、トーマスの娘であるリサ・ローガンとトーマスの元相棒のGは、トーマスを探し世界に何が起きたかを知るべく、セミオートショットガンを武器にEFI研究所へと向かった。

## システム
拳銃に代わり、「近距離では範囲が狭くて威力が高く、遠距離では範囲が広くて威力が低い」ショットガンを採用。装弾数は今まで通り6発となっているが、『ザ・ハウス・オブ・ザ・デッド 2』で不評だった判定の狭さが解決された。しかし結局は連射せねばならず（ショットガンであるにもかかわらず、6発全てを弱点に当てることを要求するボスも存在する）、リロードのポンプアクション、銃の大きさも含め、現実的にプレイする人の体力を非常に消耗する。また2人分のクレジットを投入した状態で隠しコマンドを入力すると、二丁銃モード（リロードは自動）でプレイできるが、相当に体力と腕力に自信のある者でなければプレイには到底耐えられない。
移植版ではコントローラーが重いという点が改善され、『2』と同様に画面外にコントローラーを向ける、もしくはリロードボタンを押すことでリロードするシステムに変更されている。移植版はアーケード版よりもリロード時間が長くなっているので、アーケード版では間に合う連射力でも間に合わないことが多い。
本作ではシステム面が大きく変化し、ルート分岐はステージ開始前にプレイヤーが選択する方式になり、ステージ道中におけるプレイヤーの行動によるルート分岐は無くなっている。救出イベントは『ザ・ハウス・オブ・ザ・デッド』や『2』のように非戦闘員や一般人の救出などは存在せず、時折リサやGがゾンビに追い詰められている所を救出する形となっている。「BONUS LIFE CHANCE」の表示があるイベントでは、救出に成功するとライフが貰える（家庭用移植版にはこの表示は無く、救出成功毎に必ず貰える）。家庭用移植版のみ存在する「TIME ATTACK」モードでは、ライフの代わりに残り時間が増える。1Pプレイ時はプレイしていない方のキャラクターが、2Pプレイ時はどちらかランダムで、追い詰められている方は救出イベントの間は銃を撃てない。この時プレイヤーはリサやGを撃ったり、救出に失敗してもライフがマイナスされるというペナルティーが無い。またその時にゾンビから攻撃を受けてもライフに影響しないなど『1』や『2』とは大きく異なる。
スコアシステムではヘッドショットボーナスが廃止（どの部分に攻撃を当てても一律10点。なお、頭が敵の主な弱点であることに変わりはない）。代わりに出現したゾンビを素早く倒すことで「EXCELLENT」または「GOOD」と表示され、ボーナス点を得る事が出来る。その他にもゾンビから攻撃を受ける直前で倒す「FASTER」、ゾンビを1発で2体同時に倒す「TWIN SHOT」ボーナスが存在する。またシリーズで唯一、結果表示時にスコアと一緒に「クリアまでにかかったタイム」も表示され、下記のランク評価において評価の対象となっている。各チャプタークリア時にはランク評価が表情され、低いランクから（E、D、C、B、A、S）の6種類が存在しており、Sランクでクリアするとボーナスライフ2つが与えられ、Aランクでクリアするとライフが1つプラスされるが、Bランク以下の特典は何もない。また所有可能な最大ライフ数が前作までの最大5個から9個に増えている（アーケード版では設定により初期ライフ数および最大ライフ数それぞれ3 - 9個に変更可能、移植版では初期ライフ数に準ずる）。
今作からボス戦では体力メーターの他にキャンセルゲージが表示されるようになり、どの程度撃てば攻撃をキャンセルできるかわかるようになった（『1』『2』では弱点に一発当てればキャンセルできるボスが大半だった）。

## キャラクター
トーマス・ローガン（Thomas Rogan）
Chapter 0での1P側の主人公で1998年のキュリアン邸事件（『1』）の生き証人。2019年時点で53歳。2003年の世界崩壊後（『4』）、16年にわたって世界崩壊の原因を調査していた。
EFI研究所が世界の崩壊について鍵を握っているとの情報を入手、自身が率いる「ローガン私設師団」と共にEFI研究所に乗り込み、死闘の末目的の部屋に辿り着くが、襲撃に遭い2週間消息不明になる。
だが、この時にその場にいたDr.キュリアンの息子であるダニエル・キュリアンによって一命を取り留め、後に娘のリサ・ローガンとかつての相棒であるGによって救出される。
ダン・テイラー（Dan Taylor）
Chapter 0での2P側の主人公。厳しい訓練を乗り越えた戦闘のプロである傭兵部隊「ローガン私設師団」でも特に優れた戦闘能力を持ち合わせていた隊員。
トーマスと共に廃墟と化したEFI研究所に乗り込み、傭兵部隊最後の生存者として目的の部屋に辿り着いたが、直後にDeathの強烈な一撃を受け死亡。
他の隊員が黒いキャップ・アンダーシャツ・グローブ着用に対し、彼のみ白いキャップ・緑のアンダーシャツ・素手と僅かに格好が異なっている他、ゾンビ化もしていない。
彼の性名は『2』『4』の主人公ジェームズ、ジェームズの弟である『SD』の主人公ライアンと姓が同じだが、彼らとの血縁関係は不明。
リサ・ローガン（Lisa Rogan）
Chapter 1以降の1P側の主人公で本作のヒロイン。トーマス・ローガンとソフィー・リチャーズとの間に出来た娘である。2000年のゴールドマン事件当時に生まれ（1999年説もある）、本作時点で19歳（『4』の時点では3歳、『SD』の時点では6歳）。
父がいつも仕事で家を空け、母とばかり一緒に過ごしたせいでクールで活発な性格となり、自分と父を比較される事を嫌っている。
しかし根は父思いで2週間も連絡がない父を不安に思い、父の元同僚のGに連絡を取る。EFI研究所での戦いで父を救出し、Dr.キュリアンの最後の意思である「Wheel of Fate」の破壊に成功する。
なお、彼女は本シリーズにおけるプレイアブルキャラクターとしては初の女性である。
Agent "G"
Chapter 1からFinal Chapterのトーマス発見までの2P側の主人公。1998年キュリアン邸事件のもう一人の生き証人であり、2000年のゴールドマン事件の生き証人でもある。本作ではリサと共にトーマスを探しにEFI研究所に向かう。
かつては任務遂行の為には手段を選ばない冷徹な性格であったが、今までの出来事が彼の心に影響を及ぼしたようで、度々リサが父親に対する愚痴を発言した際に気にしているそぶりを見せている。
ダニエル・キュリアン（Daniel Curien）
Final Chapterの途中で離脱するGの代わりに2P側の主人公となる。Dr.キュリアンの息子であり末期の難病に冒されていた。『1』の設定では既に死亡したと思われていたが、2019年現在彼の難病は回復した模様。
EFI研究所に少なくとも19年以上留まっているようで、ローガンとダンがDeathに奇襲を受けた際は重傷を負ったローガンを救出し、リサ達と出会った際はゾンビのいない安全な部屋で彼の看病をしていた。
その後、キュリアンの遺産兼分身である「Wheel of Fate」をリサと共闘し破壊する。今後の世界に何が起きようとも向き合う準備が出来た後、彼ら自身が決める未来へと向かい、リサ達と共にEFI研究所を去った。
なお、プレイ内容次第では、エンディングでワクチンの副作用でゾンビ化する事もある。一方で別のエンディングでは亡き父親に向かって「もし…人類が間違った方向に進んでいると気付いた時には…私はここ（EFI研究所）に帰ってきます」と意味深な発言をしている。
謎の男（ミスティックマン）
本作EDの1つで登場される黒髪オールバックの男。謎の男の名前が日本語では「なぞのおとこ」だが、公式では英語の「ミスティックマン」が正しい。右足を引きずっており、どうやら怪我または関節の病気を患っている模様。彼は最終対決が行われたフロアで一つの缶を拾う。このとき彼は「本当の使い方を知らないようだな…」と発言していた。
ロイ・キュリアン（Roi Curien）
『1』キュリアン邸事件の黒幕。かつて名を馳せた科学者であり、アンデッドの創造者。本作でアンデッド研究のきっかけが事件の数年前に末期の難病に冒され昏睡状態にあった息子ダニエルを救う為だったと判明した。
だが生と死の研究にあまりに固執してしまったがために、彼自身が精神を病んで人間不信に陥ってしまい、その代償として人造遺伝子「Magician」と「Wheel of Fate」を完成させてしまう。
上記の所業によりDBRコーポレーションを解雇され、「ダニエルの死」すら思い込むようになってしまった結果、キュリアン邸事件を起こし、彼の死後も研究はカレッブ・ゴールドマンによって引き継がれる事となる。
『1』では自らの創造物の「Magician」に殺害されるマッドサイエンティストとしての描写のみだったが、本作では「難病から救ってやりたい」と純粋に息子を想う父親としての一面が描かれている。
ソフィー・R・ローガン（Sophie R. Rogan）
『1』に登場したトーマス・ローガンの恋人。前DBR研究所の科学者。現在はトーマス・ローガンの妻でリサ・ローガンの母。
ゲーム中では直接登場はしないが、リサの台詞で度々言及される。結婚前の名前はソフィー・リチャーズ（Sophie Richards）。

## ボス
Dr.キュリアンが製作したが、キュリアンの死後もそのまま残ったもの。
「Chapter2 混迷 〜Bewilderment〜」「Chapter3 交錯 〜Sensory Chaos〜」「Chapter4 突破 〜Ultimate Challenge〜」は、ステージ開始前に「管理情報システム部東棟と管理情報システム部西棟」「EFIゲノム研究室とD.B.R.研究室」「L3バイオ実験室とL2のバイオプラント」の3つのフロアの中から選択することになるために、これらのボスと戦う順番は決まっていない。
ただし、後述するPS3版では、個別のChapterのみをプレイする場合に限り、Chapter2には「EFIゲノム研究室とD.B.R.研究室」が、Chapter3には「L3バイオ実験室とL2のバイオプラント」が、Chapter4には「管理情報システム部東棟と管理情報システム部西棟」がそれぞれ割り当てられている。
なお、各フロアの内容はChapter1開始時のルート選択で「ENTRANCEルート」か「PARKINGルート」どちらかを選択するか、その後どの順番で3つのステージに挑むかによって変化する。
Death (Type 0011) - デス
「Chapter1 追走 〜Chasing Shadows〜」「管理情報システム部東棟と管理情報システム部西棟」のボス。前述のとおりダン・テイラーを殺害し、ローガンに重傷を負わせた。
元々は研究所の警備員をしていた普通の人間だったが、度を超えた暴力行為を繰り返しており、法的処置を受けたくない一心で自ら志願してキュリアンの改造を受けた巨大な棍棒と制帽を被った巨体のゾンビ。頭蓋骨が埋め込まれた棍棒を振り回して攻撃してくる。
弱点は頭。攻撃を1、2回キャンセルすると制帽が吹き飛ぶ。顔に撃ち込むとだんだんと顔の皮膚が剥がれていく。
Gから「しつこさはローガン以上」と評されるほどの執念深い性格で、「管理情報システム部東棟と管理情報システム部西棟」ではステージ開始と同時にいきなりDeathが登場し、最初から最後までDeathに追い掛け回される。そのため道中現れる度に迎え撃つという全シリーズの中でも唯一、道中とボスの区別が無いステージとなっている。
Fool (Type 0028) - フール
「EFIゲノム研究室とD.B.R.研究室」のボス。Dr.キュリアンが遊び心で作った“怠けないナマケモノ”。巨体だが動きは素早く、手足の爪で引っ掻いたり、研究室内にある死体を上から落としてぶつけてくる。
弱点は両手首と両足首で、このボスのみターゲットカーソルが表示される。その他の部位を撃っても僅かにダメージを与えることが可能。特に最後の飛び掛かり攻撃は装弾数6発全てを振りかぶった手に精密に当てないと攻撃をキャンセルできない。
Sun (Type 8830) - サン
「L3バイオ実験室とL2のバイオプラント」のボスで、道中も時折穴からこのボスの触手が現れプレイヤーを襲ってくる。
植物と動物のハイブリッド生物。触手による攻撃のほか、無数のトゲが生えた種子を飛ばしリサ達に襲い掛かる。
弱点は触手と根の先と中央の頭部（普段は花びらで保護されている）、幹についている無数の人面。なお、頭部についてはボス戦開始前の弱点表示画面では画面に現れていないためマークが無い。
なお、通常はボスを倒せばステージクリアとなるが、この「L3バイオ実験室とL2のバイオプラント」では他のステージと異なり、Sunを倒した後もしばらくステージが続き、ゾンビが出現するステージとなっている。
Wheel of Fate (Type 0000) - ホイール・オブ・フェイト
「Chapter5 運命 〜Wheel of Fate〜」のボスで、本作の最終ボス。
Dr.キュリアンが死亡する前に自身の記憶をプログラムにして移植した存在で、キュリアンの息子・ダニエルによって19年間管理されていた。その関係上、Wheel of Fate自身は自分をキュリアンだと思い込んでいる。
銀色の体に巨大なリングを回転させており、背中のリングから氷弾や雷球を放つほか、リングを高速回転させての突進2種で攻撃してくる。攻撃開始時にリングをルーレットにし、その時に本体を撃つことでルーレットの針が止まり、その位置によって各攻撃の難易度が変わるようになっている。なお、撃たなくても一定時間経過で針は自動的に停止する。残りHPが1/4になるとHPゲージがその部分のみ拡大表示される演出がある。
本来はどこにも弱点は無かったようだが、ダニエルによりプログラムを細工され、『2』の「Emperor」同様、胸部のコアが弱点となった。
容姿が『2』ラストボスの「Emperor」に似ているのは、EmperorがWheel of Fateのプロトタイプだからである。戦闘時のBGMも「Emperor」戦をアレンジしたものになっている。なお、シリーズの他のラストボスの弱点が「UNKNOWN」と表示されるのに対し、Wheel of Fateのみ「Analysis is impossible」と表示される。

## ゾンビ
本項では今作に登場するゾンビを紹介する。掲載順は『ザ・ハウス・オブ・ザ・デッド3 パーフェクトガイド』に順ずる。
今作ではサイボーグやミュータントのSF風ゾンビは登場せず、ゲーム中に戦うことになるものとしてはシリーズで初めて「死んだ人間が変化したゾンビ」も登場する。
マーク (Mark) シリーズ
全ステージに登場する、最も多く作られた順応性の高いゾンビで、全4種類が存在。攻撃方法はいずれも基本は噛み付きだが、頭部が損傷すると素早いタックルを行う。
従来同様の上半身裸に青ジーンズの「I」「III」、色黒で茶ジーンズの「II」、青ジーンズに青チェックワイシャツの「IV」がおり、この内「III」は体力が他よりも若干高い。
カゲオ (Kageo)
ミイラ状に水分を失った赤く光る目を持ったゾンビ。体力は少なく、動きも緩慢だが徒党を組んで出現する。
体は脆く、下半身が乾燥した為に腐敗して崩れ落ちた上半身だけのカゲオも確認されており、カゲオJr (Torso Kageo) と呼ぶ。
「モンスターのやられ度具合」の設定によっては、カゲオの状態からカゲオJrにする事も可能。
エビタン (Ebitan)
長時間液体の中に浸っていたために全身の腐敗が進み、ヘドロ状になったゾンビ。
ゲーム設定での「モンスターのやられ度具合」によっては、体が上半身だけになってもプレイヤーに襲いかかることもある。
コエビタン (Koebitan)
エビタンの子。エビタンより前の成長段階で腐食が始まったゾンビ。ほとんどの場面で3体1組で登場する。飛びかかりによる引っ掻き攻撃をする。両腕が落とされている場合は飛び掛かりによる体当たりで攻撃する。
ピーコ (Peeko)
忍者のような姿をした小型のゾンビ。両手のクナイが武器。飛び掛って斬りつけてくる。ゲーム設定での「モンスターのやられ度具合」によって両腕が落とされている場合は飛び掛かりによる体当たりで攻撃する。
ジュリー (Julie)
ビル内の従業員達がゾンビ化したもの。足を引きずりながら移動し、腕を力任せに回して攻撃してくる。両腕を落とされている場合はタックルで攻撃する。
モーリス (Maurice)
爛れた全身と身の丈ほどの長い柄がついた斧が目立つゾンビ。斧を振り下ろしたり、斬りかかって攻撃してくる。振り下ろし攻撃のみ隙が若干大きい。ゲーム設定での「モンスターのやられ度具合」によって斧を落としている場合はタックルで攻撃する。Chapter 1のみ登場。
チャールズ (Charles)
非常に分厚い脂肪に覆われた巨漢ゾンビ。腹部には巨大な引っかき傷が多く見受けられるが、その脂肪からか体力は高めで腹部に風穴が空いても生きていることが多い。
攻撃はしゃがみこんでからの突進か爪による引っ掻きだが、稀に両手で頭を叩き続けて数秒間何もしない事もある。ドラム缶を投げつけてくる個体、体色がグレーで腹部の傷が少なく体力が若干高い個体もいる。
アステカ (Azteca I)
白/黒の迷彩ズボンを着用した筋骨隆々の大型ゾンビ。動きがやや緩慢だが、ショットガンの銃撃をものともせず強烈なラリアットやアッパーカットを喰らわせてくる。
巨大な鉄骨を引きずって持ち歩いて振り回し攻撃を行う個体もおり、こちらは体力が若干高くなっている。
アステカII (Azteca II)
金髪の角刈りに緑のタンクトップを着用した大型ゾンビ。アステカ同様の体術の他、パソコンのブラウン管モニターやドラム缶を投げつけてくることもある。
フレデリック (Frederick)
EFI研究施設ビルの研究員がゾンビ化したもの。動きが俊敏で、現れると同時に遠方からメスを投げたり、近付いて斬りつけてくる。両腕を落とされている場合はタックルで攻撃する。青服とオレンジ服の二種類が存在する。
アシッド (Acid)
強い粘性を持った特殊な分泌液を体内から噴射するゾンビ。その影響なのか身体中の皮膚は爛れ、肉は削ぎ落とされている。天井をヤモリのように進み、プレイヤーの頭上から引っ掻いて襲い掛かる。
ヒュウ (Hugh)
並外れたジャンプ力を持つ小型ゾンビ。動きはピーコに似ている。上空から傘や折れた蛍光灯などを武器に襲い掛かってくる。
ケイン (Cain)
植物と動物のハイブリッド生物がゾンビ化したもの。容姿はケインに似ている。ムチ状に発達して再生も可能な両腕をしならせて攻撃する。「L3 バイオ実験室、L2 バイオプラント」エリアのみ登場。
「モンスターのやられ度具合」の設定によっては腕を破壊でき、特殊ボーナスの200点が入るようになっているが、腕は再生する上に標準設定 (Medium) では破壊不可能である。また、そのステージのボスであるSunを倒した後もしばらく登場する。
レイモンド (Raymond)
サーキュラソーを武器に襲ってくる筋骨隆々のゾンビ。体力が非常に高い。常に刃をヤスリに押し当てているのは研磨のためではなく、押し当てた時に発生する火花が気に入っているため。
ジャック (Jack)
両手に斧を持つゾンビ。容姿は『2』に登場したジョニーに似ており、斧で上半身を防御しつつ斧で斬りかかる他、体力が減った状態ではタックルしてくる。「管理情報システム部」エリアのみ登場。
バリー (Barry)
高圧電流が流れるバッテリーに繋がれた電極を武器とする小型ゾンビ。自身も感電しており、サルのような奇声を発しながら襲ってくる。「管理情報システム部」エリアのみ登場。
ローガン隊隊員 (Rogan Commando) / AMS隊員
トーマス・ローガンの傭兵部隊の隊員達がゾンビ化したもの。ローリングや高速移動で銃撃を回避し、手にしているサバイバルナイフでの斬りつけや回し蹴りを浴びせてくる。
ユキオ (Yukio)
Chapter 0で「マーク」に殺されたトーマスの傭兵部隊員がChapter 5でゾンビ化して再登場。
他のローガン隊隊員と比べて立ち回りがとてつもなく俊敏な上に、ダウンされても再び起き上がって攻撃を再開するなど中ボスクラスの体力と耐久力を有する。倒すには6回ダウンさせる必要がある。
Wii版のみ仕様が異なり、体力が他のゾンビと比べて非常に高い点は同じだが、6回もダウンさせる必要はなくなっている。
Chapter 5にてリサ達がChapter 0の進行ルートを通過するまで殺害された状態のまま放置されていたが、遭遇時に「We're humanity's last hope. We can't lose!（我々は人類最後の希望。負けるわけにはいかない！）」と喋り対峙することになる。また、ダウン毎に「That was for my buddies!（私の仲間のために！）」の台詞を繰り返して喋る。
ミートマン (Meat Man)
「EFIゲノム研究室、D.B.R.研究室」エリアのとあるシーンでマークシリーズに混じって登場するゾンビ。攻撃法・体力も「マークI」とほぼ同じ。
セガ・オブ・アメリカ主催の「HOD3ゾンビコスプレコンテスト」の優勝者がモデルであり、全身血塗れにピンクの縦縞が入った水色のワイシャツを着用している。
モーキン (Morkin)
コンドル型ゾンビ。三羽セットで出現し、空をしばらく徘徊した後、一気に急降下して強靭な爪で引っ掻いてくる。
デビロン (Devilon)
コウモリ型ゾンビ。集団でプレイヤーに襲い掛かる。『1』『2』と違って、噛みつきではなく体当たりに変化している。「EFIゲノム研究室、D.B.R.研究室」エリアのみ登場。
動きが『2』の「素早く8の字を描くような動きで接近してくる」から『1』の「直線状に真っ直ぐ向かってくる」ものに戻っている。
モゥラー (Murrer)
群れで生息するヘビ型ゾンビ。体をくねらせながら移動し、その異常に発達したアゴで獲物を噛みちぎる。「EFIゲノム研究室、D.B.R.研究室」エリアのみ登場。
プッチ (Putti)
アブラムシ型ゾンビ。Sunに寄生して生命力を吸い取った生物で体長は15cm程度に達している。動物の生き血でさえも養分として吸収する。
飛び掛ってきたときにはすばやく対処しないとダメージを受ける。「L3 バイオ実験室、L2 バイオプラント」エリアのみ登場。
サンサン (Sunsun)
バイオ研究施設内で襲ってくるSunの触手。3本1組で登場する。バグで無敵状態になることがある。

## 移植版
2003年1月30日にXbox版が発売された。アーケード基板(Chihiro)と共通設計であるため光の反射やサウンドエフェクト等、再現度は以降の移植プラットフォームの中で最も高い。なお、Xbox版は条件を満たすと前作である『2』をプレイ可能になる。また、前作プレイ選択時に前作の「ORIGINAL MODE」にて使用できるアイテムが貰えるミニゲームが挿入される（スキップ可能）。
2005年3月17日にWindows版が発売された。オリジナルのアーケード版やXbox、Wii版を超えるHD解像度対応しているが純正ガンコンは用意されておらずマウスでの操作となる。またXbox版とWii版に収録されていた前作は含まれていない。
2008年3月19日にはWiiで『2』とのカップリング作品『THE HOUSE OF THE DEAD 2&3 RETURN』（ザ・ハウス・オブ・ザ・テッド ツーアンドスリー リターン）が発売された。ハード能力の都合上、一部の遠景の省略が見受けられる。本作のみ特定の条件を満たすことで「EXTREME MODE」というモードが登場する。このモードは、ショットガンの判定が前作同等に狭くなるがリロード速度は速くなり、「ガードアタック」という特殊アクションが可能になる。
この「ガードアタック」は、敵の攻撃を完全に防御することができ、さらに至近距離の敵に大ダメージを与える。ただし発動後の隙も大きく、むやみに使うと倒しきれなかった敵から攻撃されてしまう。
2012年4月19日にはPlayStation 3で単体のダウンロード作品として移植された。

## 派生作品
ザ・タイピング・オブ・ザ・デッド 2
『ザ・ハウス・オブ・ザ・デッド III』をベースにした新作の『ザ・タイピング・オブ・ザ・デッド』。Windows版2008年3月6日発売。